# Alte Pfarrkirche Mahlsdorf

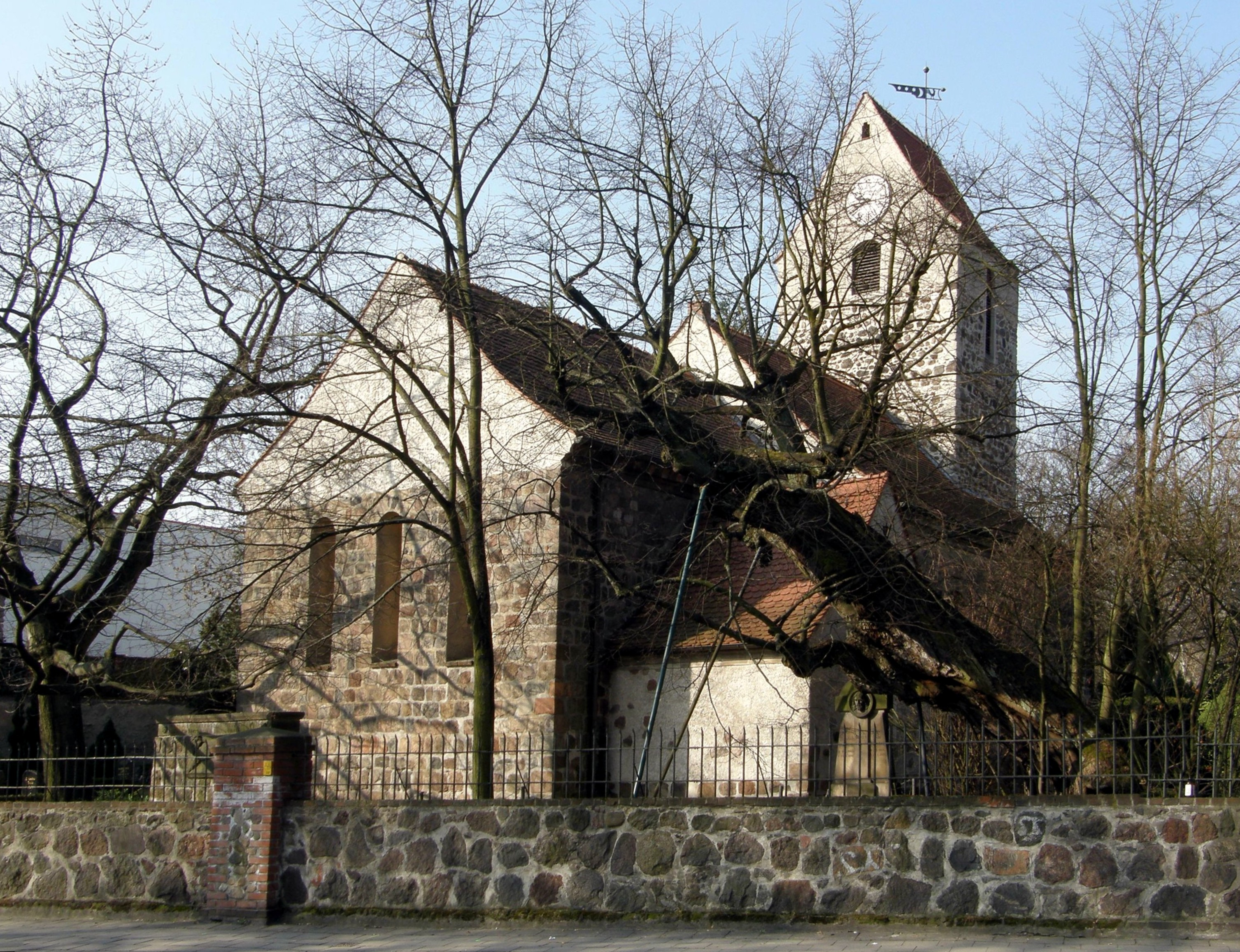
Mahlsdorf zeigt eine typische Chorquadratkirche mit geradem Chorabschluss. Der eingezogene Turm entstand erst im Spätmittelalter.

Die Alte Pfarrkirche Mahlsdorf (auch Dorfkirche Mahlsdorf) ist eine aus dem 13. Jahrhundert stammende Chorquadratkirche mit Turm im Berliner Ortsteil Mahlsdorf des Bezirks Marzahn-Hellersdorf und das älteste erhaltene Gebäude des ehemaligen Dorfes. Die Kirche erlitt sowohl im Dreißigjährigen Krieg als auch im Zweiten Weltkrieg erhebliche Beschädigungen, die immer wieder beseitigt wurden. Nach umfassenden Sanierungsarbeiten Ende der 1990er Jahre ist sie in einem weitgehend originalen Zustand und steht unter Denkmalschutz.

## Geschichte
Der aus relativ sorgfältig behauenen Feldsteinquadern errichtete Kirchenbau wird auf eine Entstehungszeit in der zweiten Hälfte des 13. Jahrhunderts datiert. Das Dorf wurde, wie alle Dörfer im Berliner Umfeld des Barnim, um 1230 errichtet. Urkundlich wurde es erstmals 1345 erwähnt. Der schiffsbreite, querrechteckige Turm wurde zunächst nur bis zur Traufhöhe des Langhauses erbaut. Erst Ende des 15. Jahrhunderts wurde er mit quadratischem Grundriss über die Traufhöhe fortgeführt. Die Feldsteine sind weniger sorgfältig gequadert, liegen aber noch in Schichten. Die Eckquader des Turms bestehen aus Rüdersdorfer Kalkstein. In diesem Bereich wurde ein altes Rüstholz gefunden, das auf 1542 dendrodatiert werden konnte. Schließlich wurde der Turm 1593/1594 mit der heutigen Höhe von 16,30 m vollendet, und zwar mit Längssatteldach. Der Teil über den Schallfenstern ist verputzt. Im Turm waren drei Glocken aus Bronze aufgehängt, von denen nur noch die Marienglocke erhalten ist. Auf ihrem Gusskörper ist das Herstellungsjahr 1488 vermerkt.
Der ursprüngliche Eingang in die Kirche befand sich auf der Südseite und wurde bei späteren Umbauarbeiten mit Feldsteinen zugemauert. Der turmseitige Eingang, heute gleichzeitig Hauptportal, wird auch auf den Erstbau zurückgeführt. Im Inneren wurden Erneuerungen in den Jahren 1897/1898 und 1925 durchgeführt. Die Turmhalle erhielt ihre aktuelle Form 1957.

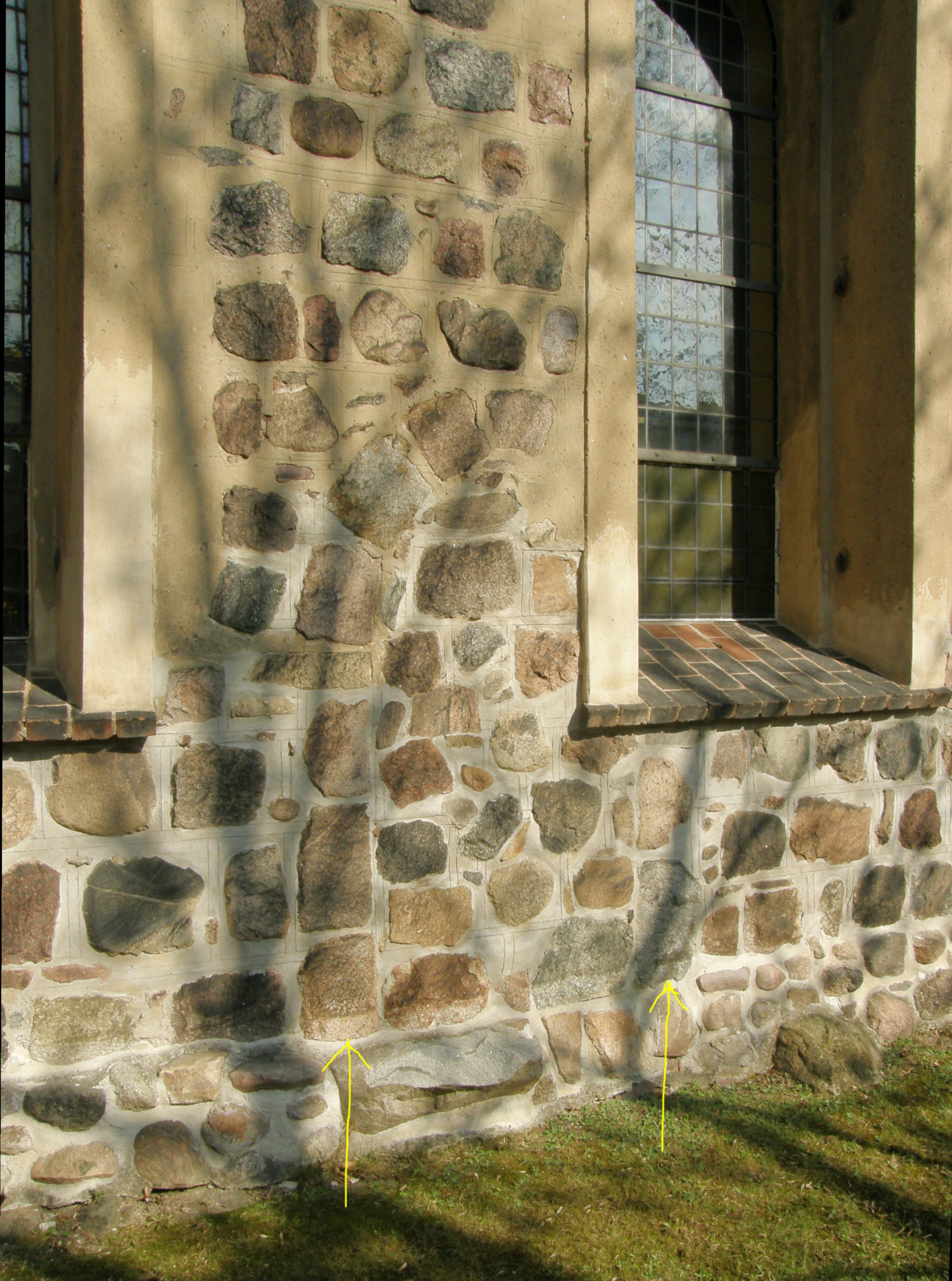
Spätromanisches zugesetztes Südportal mit Rundbogen aus der Entstehungszeit, an dem Gewölbebogen der Feldsteine noch erkennbar (dünne gelbe Pfeile)

Die Sakristei auf der Nordostseite des Chors entstand bereits im 13. Jahrhundert. Sie enthielt anfangs (in der Zeit vor der Reformation) eine Wandkammer zur Aufbewahrung der Hostien (historisch auch ‚Dresekammer‘ oder ‚Tresekammer‘ genannt), die noch erhalten ist. Die Sakristei hatte zunächst ein Pultdach, das beim Errichten des Turmes durch ein Satteldach ausgetauscht wurde.
Auf der Westseite des Kirchenschiffes wurde 1698 eine U-förmige Empore eingebaut.
Das Gotteshaus bekam auf der Südostseite einen Anbau als „Leichhauß“, der zu Beginn des 19. Jahrhunderts abgerissen und bis circa 1850 durch eine größere Totenkammer ersetzt wurde.
Im 20. Jahrhundert mussten die kleine und die große Bronzeglocke zur Herstellung von Kriegsgerät abgeliefert werden, zuerst im Ersten Weltkrieg als Metallspende des deutschen Volkes und nach Installation von 1924 neu gegossenen Bronzeglocken noch einmal im Jahr 1942. Schließlich erhielt die Gemeinde zu DDR-Zeiten im Jahr 1954 dafür nun zwei Gussstahlglocken.
Von April bis Juli des Jahres 1925 erfolgte eine Gesamtrenovierung der Kirche, bei der unter anderem die frühere Ofenheizung durch eine Warmluftanlage ersetzt wurde. Der Unterbau des Turmes musste aus statischen Gründen, weil die Decke einsturzgefährdet war, im Jahr 1957 stabilisiert und damit baulich verstärkt werden.
In den Jahren 1996–1999 wurde die Alte Pfarrkirche samt einiger Ausstattungsstücke umfassend saniert und restauriert. Die Finanzierung erfolgte zu je einem Drittel aus dem Denkmalfonds der Stadt Berlin, aus staatlichen Förderprogrammen und durch die Kirchengemeinde.

## Kirchengebäude
Der Baustil des Gotteshauses wird der Frühgotik zugeordnet. Dem Langhaussaal schließt sich im Osten ein eingezogener rechteckiger Chorraum an. Der Chorraum ist mittels eines spitzen Triumphbogens vom Kirchenschiff abgeteilt. Westlich schließt sich dem Langhaus ein ursprünglich geplanter querrechteckiger Turm in Schiffsbreite an, der sich über der Traufhöhe des Langhauses als schmalerer quadratischer Feldsteinturm fortsetzt. Auf der Turmspitze befindet sich anstelle eines Kreuzes ein Wetterhahn (mit Mond und Sternen) und darüber die Turmkugel. Im Turm ist eine Turmuhr mit mechanisch-elektrischem Antrieb installiert. Das jetzige Hauptportal im Turm sowie alle Fenster sind als Spitzbogen gestaltet.

## Glocken
Die drei in einem B-Dur-Akkord aufeinander abgestimmten Glocken, nebeneinander im Glockenstuhl aufgehängt, enthalten auf der Schulter und Wolm folgende Inschriften:
- Vaterunserglocke (kleine Glocke): Psalm 125,2 LUT:
„DER HERR IST UM SEIN VOLK HER VON NUN AN BIS IN EWIGKEIT“; Zusatz: Gestiftet von Familie Hübener aus Berlin-Mahlsdorf
- Marienglocke (mittlere Glocke):
„MATER†DEI MISERERE†MEI†M†CCCC†LXXXVIII“
- Gemeindeglocke (große Glocke): 1 Petr 2,4-5 LUT:
„KOMMT ZU CHRISTUS ALS LEBENDIGE STEINE; ERBAUT EUCH ZUM GEISTLICHEN HAUSE“

Die Marienglocke aus dem Jahr 1488 ist die einzig erhaltene bronzene Originalglocke der Kirche, die beiden anderen wurden jeweils in den Jahren 1917 und 1942 zu  Rüstungszwecken eingeschmolzen und in der Nachkriegszeit durch Eisenhartgussglocken ersetzt. Im Jahr 2024 wurden sie wegen Materialermüdung wiederum durch Bronzeglocken ersetzt, die in der Gießerei Petit & Gebr. Edelbrock hergestellt worden sind. Die Glockenweihe fand am 6. Oktober desselben Jahres anlässlich des Erntedankgottesdienstes mit Superintendent Hans-Georg Furian statt.
Die kleinere der beiden alten Glocken von 1954 steht seitdem anschlagbar im Eingangsbereich der Kirche.
Seit einigen Jahrzehnten wird das Geläut elektrisch angetrieben.

## Innenausstattung

### Altar

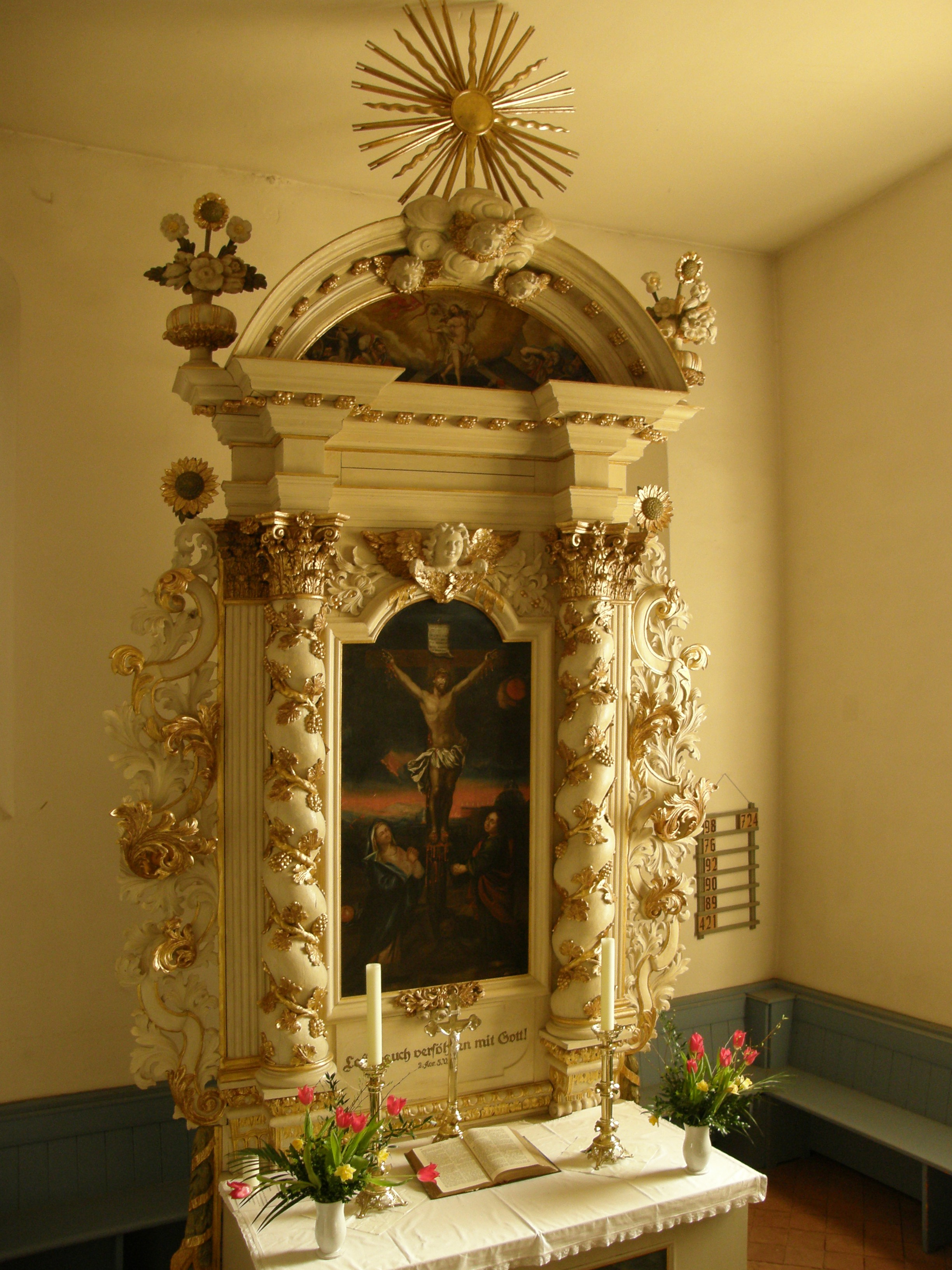
Altar

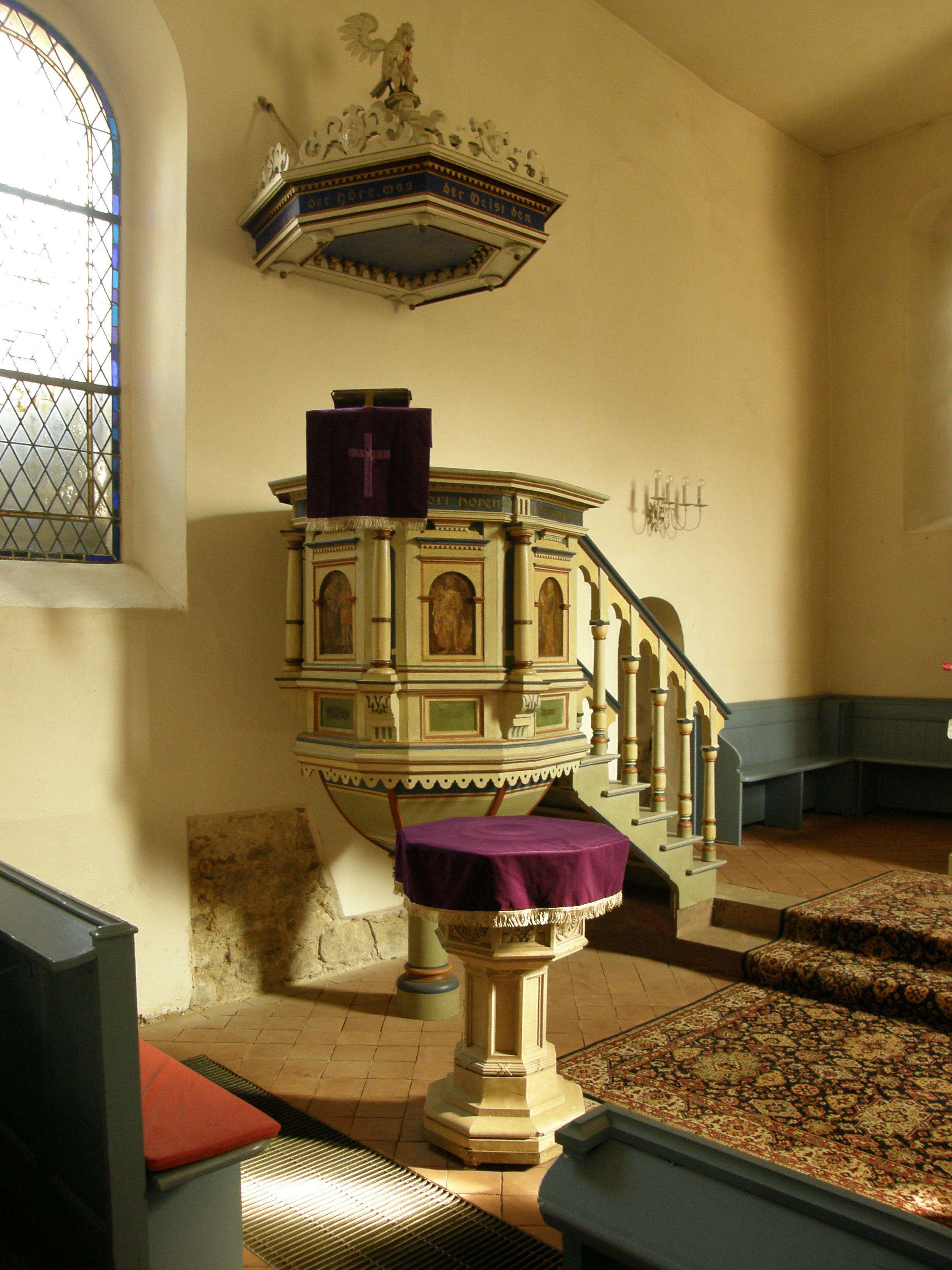
Kanzel

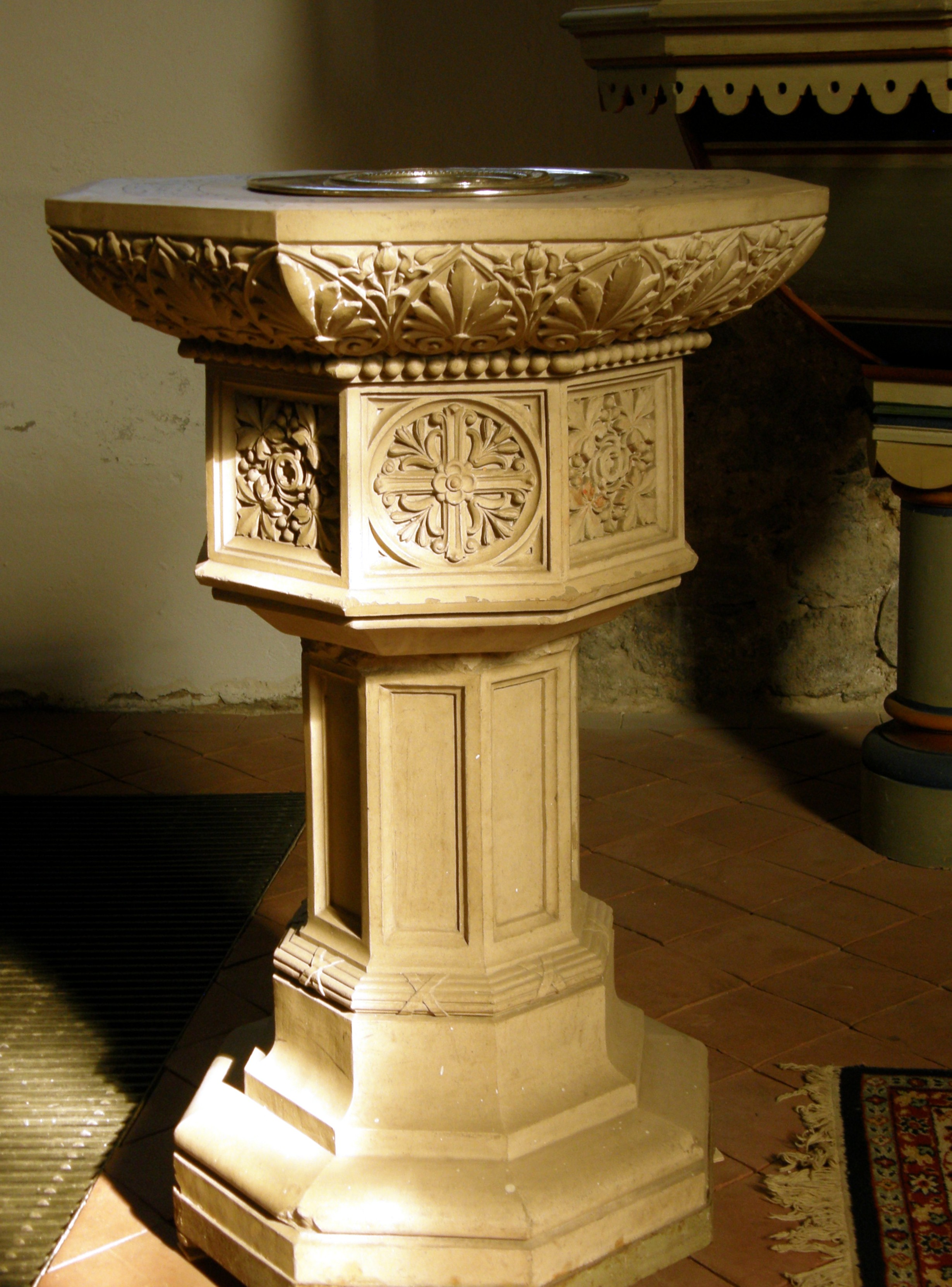
Taufstein

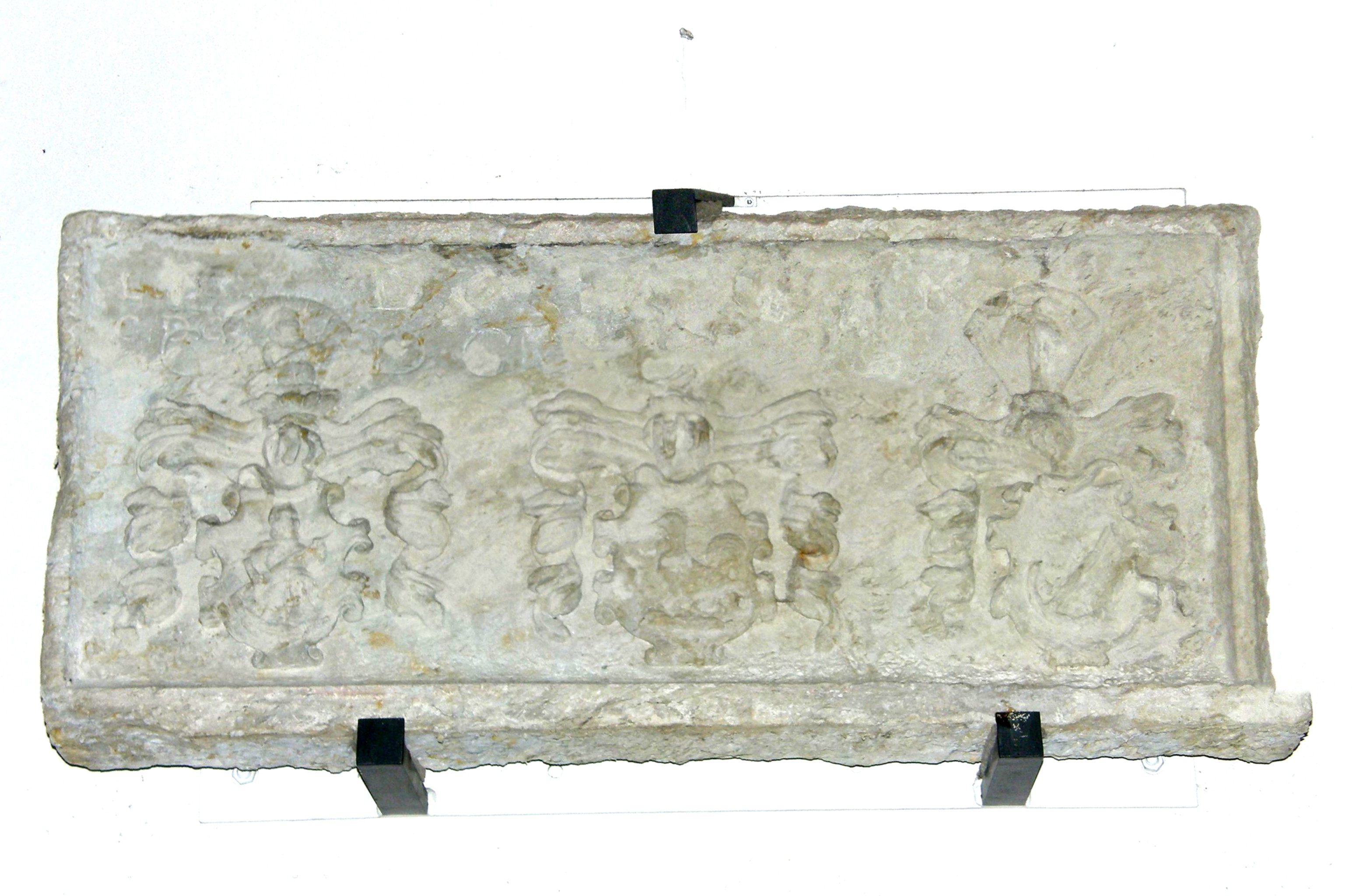
Epitaph

Der Chorraum erhält durch je ein breiteres Fenster an der Nord- und Südseite und eine Dreiergruppe schmaler Kirchenfenster an der Ostwand Tageslicht. Die ersten schmalen Fenster wurden 1699 durch breitere Korbbogenfenster ersetzt, die mehr Tageslicht in das Kirchenschiff ließen, um das Lesen der nunmehr gebräuchlichen Gesangbücher zu ermöglichen. Ende des 19. Jahrhunderts mauerte man die drei breiten Ostfenster wieder zu und schmückte die neuen schmalen Altarfenster mit Glasmalereien. Am Ende des Zweiten Weltkriegs sind diese Malereien zerstört worden, sodass der Chorraum 1948 die heutigen mit Bibelszenen (Nord- und Südseite) sowie mit pastellfarbenen Blattranken (Ostwand) geschmückten Rundbogenfenster erhielt. Die Gestaltung führte die Mahlsdorfer Künstlerin Katharina Peschel aus.
Im Jahr 1710 erwarb die Kirchengemeinde einen barocken Altaraufsatz, der einen steinernen Unterbau erhielt. Das Mensabild zeigt Christus und drei Jünger im Garten Gethsemane am Ölberg. Auf dem Altartisch befindet sich in einem üppig mit Weinlaubsäulen verzierten Rahmen ein Leinwandbild, über dem sich ein Lünettengiebel wölbt. Dieser ist mit einem vergoldeten Strahlenkranz als Symbol für das Auge Gottes bekrönt, seitlich daneben sind zwei Schmuckvasen angeordnet. Das Lünettenbild ist mit „C. Maes 1711“ signiert und zeigt die Auferstehung Christi, ihm zur Seite zurückweichende Soldaten.
Das Altarbild stellt die Kreuzigungsgruppe mit Christus, der Maria und dem Apostel Johannes dar, der Künstler ist nicht bekannt. Die im Bildhintergrund zu erkennende Kirche wird von einigen Experten als Petersdom in Rom gedeutet, andere halten sie für einen idealisierten Kirchenbau aus Jerusalem. Ende des 19. Jahrhunderts wurde das jetzige Altarbild gegen das 1899 fertiggestellte Gemälde von Paul Händler Ecce homo ausgetauscht. Das ursprüngliche Gemälde fand man 1949 auf dem Dachboden der Kirche und setzte es wieder ein. Das Bild von Händler wurde dagegen in der Totenkammer aufgehängt. Nach der Restaurierung kam es um 2010 an die Südwand des Chorraumes.

### Kanzel
Im Jahr 1620 erfolgte der Einbau der durch Hans von Kötteritz gestifteten hölzernen Kanzel. Ein paar Stufen führen zum Kanzelkorb hinauf, dessen sichtbare vier Felder die vier Evangelisten zeigen. Die in der Kirche bis in die 1920er Jahre verwendete Kohleheizung hatte das Bild des Propheten Mose zerstört, das sich ursprünglich an der Wandseite der Kanzel befand. In das nun leere (fünfte) Feld wurde eine entsprechende Erklärungstafel eingefügt. Der Schalldeckel der Kanzel wird von einem vergoldeten allegorischen Pelikan geschmückt. Der Aufstellort der Kanzel wurde den jeweiligen Umgestaltungen im Inneren der Kirche angepasst, der jetzige Standort links neben dem Altar wurde 1897 festgelegt. Im Jahr 2000 wurde die gesamte Kanzel restauratorisch gereinigt.

### Taufstein, Kirchenschifffenster und Epitaph
Das achteckige Taufbecken aus Kunststein mit einer metallenen Taufschale gelangte in der zweiten Hälfte des 19. Jahrhunderts in die Dorfkirche Mahlsdorf, sein Ursprung ist nicht bekannt. Es ist mit ornamentalen Reliefs verziert und steht seitlich vor der Kanzel. Die Fenster im Hauptschiff wurden im 19. Jahrhundert rundbogig verbreitert. Ihre unteren Felder sind 1952 ebenfalls von Katharina Peschel in zurückhaltender Farbgebung neu gestaltet worden.
An der südlichen Chorwand des Kirchenschiffes über der Patronatsbank sind auf einem Epitaph vom Anfang des 17. Jahrhunderts Reliefs mit drei Wappen der Familie Distelmeyer dargestellt. Lampert Distelmeyer war unter Kurfürst Joachim II. Kanzler der Mark und Patronatsherr von Mahlsdorf.

### Orgel, Gestühl und Weiteres

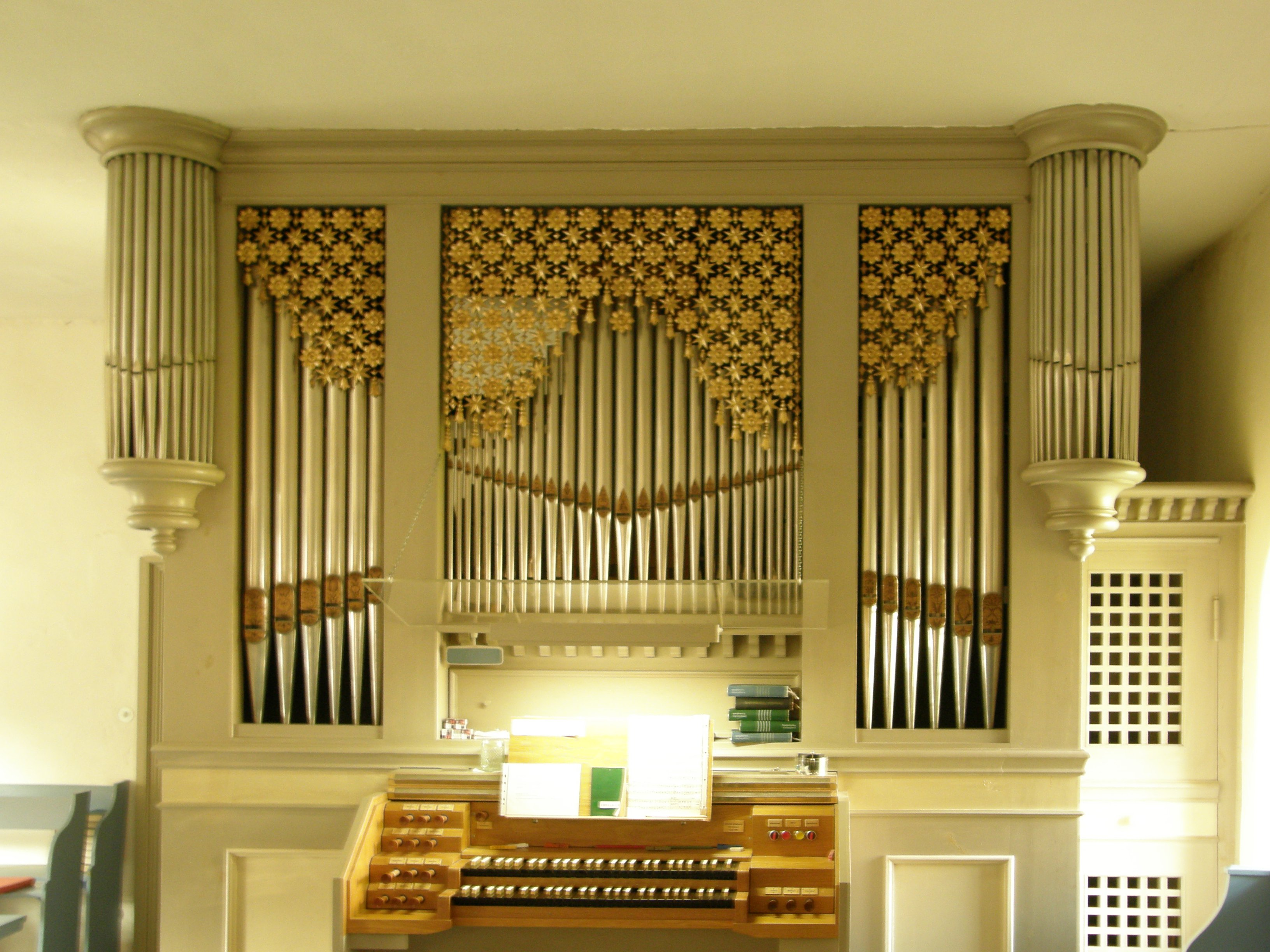
Orgel

Die Kirchendokumente weisen für das Jahr 1846 die Anschaffung und den Einbau einer ersten Orgel nach, die mit großer Wahrscheinlichkeit aus der Dorfkirche Biesdorf stammt. Der Orgelbauer ist nicht genannt. Im Jahr 1933 erhielt die Kirchengemeinde eine in der Werkstatt von Alexander Schuke in Potsdam neu gebaute Orgel, die auf der Westempore installiert wurde. Dieses Instrument wurde 1983 schließlich komplett ersetzt durch eine Neuanfertigung, ebenfalls vom Orgelbauer Schuke.
Die Orgel verfügt über 15 Register, verteilt auf zwei Manuale und Pedal, und weist folgende Disposition auf:
| I Manual C–g3 |               |       |
| 1.            | Koppelflöte   | 8′    |
| 2.            | Prinzipal     | 4′    |
| 3.            | Dulzflöte     | 4′    |
| 4.            | Nasat         | 2 ⁄3′ |
| 5.            | Waldflöte     | 2′    |
| 6.            | Mixtur III–IV |       |

| II Manual C–g3 |           |        |
| 07.            | Gedackt   | 8′     |
| 08.            | Rohrflöte | 4′     |
| 09.            | Prinzipal | 2′     |
| 10.            | Terz      | 1 3⁄5′ |
| 11.            | Quinte    | 1 ⁄3′  |
| 12.            | Krummhorn | 8′     |
|                | Tremulant |        |

| Pedal C–f1 |            |     |
| 13.        | Subbass    | 16′ |
| 14.        | Bassflöte  | 08′ |
| 15.        | Choralbass | 04′ |

- Koppeln: II/I, I/P, II/P

Von der Orgel aus können auch die Glocken geläutet werden.
Die Labien der Prospektpfeifen sind aufwendig mit floralen Ornamenten verziert. Diese Arbeit stammt von der Mahlsdorfer Porzellanmalerin und Künstlerin Maria Hartwig.
Von den Original-Kirchenbänken sind vermutlich keine mehr erhalten, sie wurden bei den jeweiligen Umbauarbeiten schrittweise erneuert, überliefert sind Neuanfertigungen aus den Jahren 1843 und 1897. Der heutige hellblaue Anstrich der Bänke und der Empore erfolgte 1999.
Auf der Empore wurde im November 2005, neben zwei Namenstafeln für in den beiden Weltkriegen umgekommene Personen aus Mahlsdorf, eine Tafel mit folgender Ehrung angebracht: „Wir gedenken aller Opfer von Gewalt und Krieg, Kinder und Frauen aller Völker“.
Außerdem befindet sich im Turmvorraum eine einzelne Orgelpfeife, die um Spenden zur Unterstützung der Kirchenmusik bittet.

## In der Umgebung des Kirchengebäudes

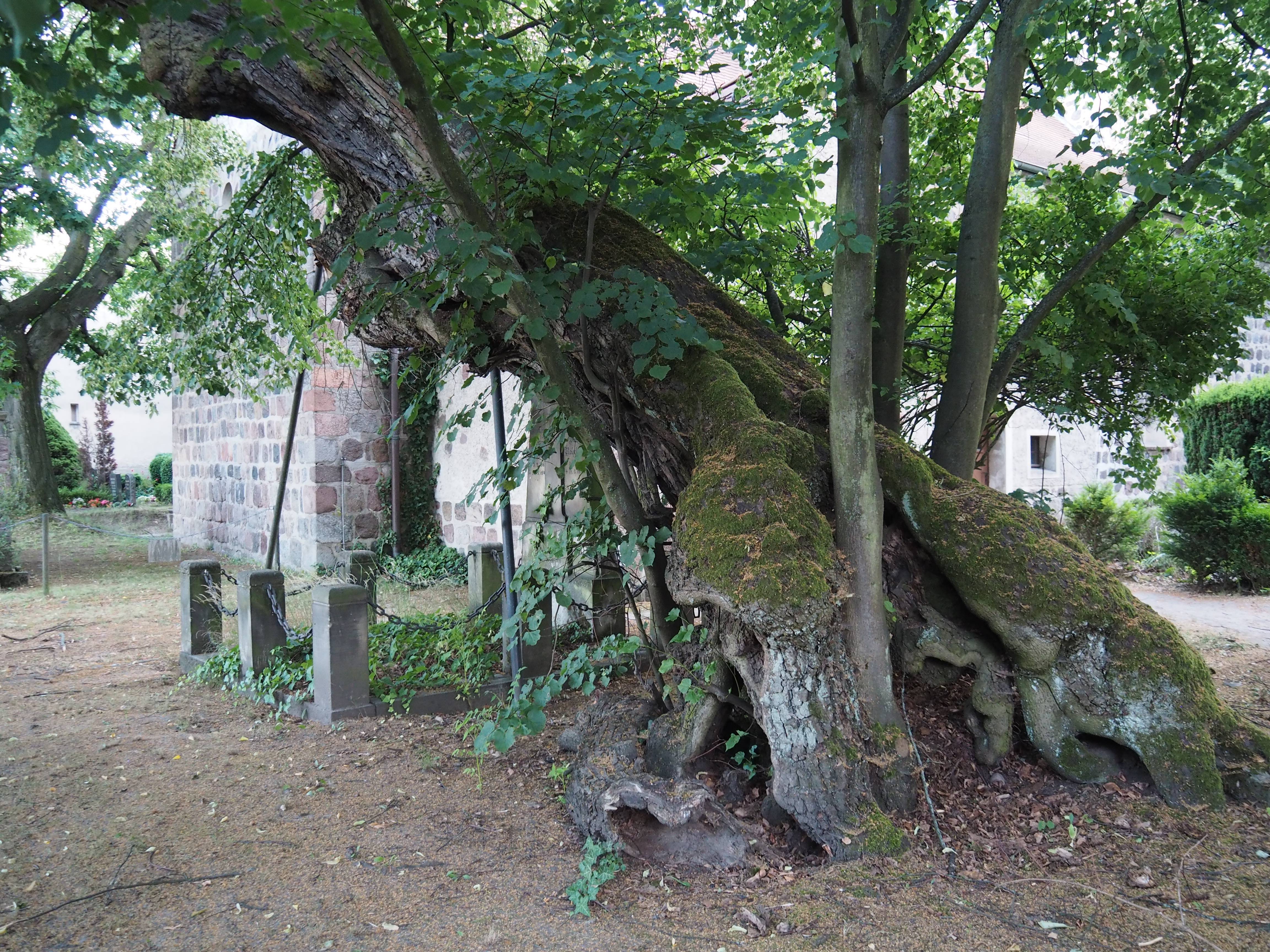
Winterlinde mit Blattaustrieb, Ende Juni 2019

- Kirchhof mit Einfriedung; hier befindet sich u. a. die Grabstätte der Familie Schrobsdorff, die sich im 19. und 20. Jahrhundert um den Ausbau von Mahlsdorf verdient gemacht hat. Auch Diedrich Wattenberg, der langjährige Direktor der Archenhold-Sternwarte, ist hier bestattet.
- Gedenkstein des Kriegervereins Mahlsdorf mit dem Relief eines Löwen und der Inschrift „Den im Weltkriege Gefallenen. Der Kriegerverein Mahlsdorf“ auf der Vorderseite und auf der Rückseite „Unbesiegt und unvergessen“.
- Mahlsdorfer Linde, eine knorrige und abgestützte Winter-Linde (Tilia cordata) aus dem 17. Jahrhundert (Naturdenkmal)[11]
- Pfarr- und Gemeindehaus, Hönower Straße 17–19; eingeweiht 1912, Anbau des Gemeindesaals erfolgte 1962.[6]

## Gemeindeleben
Die evangelische Gemeinde Mahlsdorf vereint rund 2900 Mitglieder (Stand: 2011) und besitzt drei Predigtstätten: die alte Pfarrkirche in Mahlsdorf-Mitte, die Kreuzkirche in Mahlsdorf-Nord (Albrecht-Dürer-Straße 135; 1936 eingeweiht) und das Theodor-Fliedner-Heim in Mahlsdorf-Süd (Schrobsdorffstraße 35/36; 1937 eingeweiht).
In der Gemeinde gibt es verschiedene Chorangebote und Instrumentalkreise, darunter zwei Kirchenchöre, einen kleinen Streicherkreis, Blockflötenkreis sowie einen Posaunenchor (gegründet 1971, inzwischen mit 25 Bläsern). Darüber hinaus finden eine monatliche Reihe von Abendmusiken und gelegentlich Orgelkonzerte statt.
Die evangelische Kirchengemeinde Mahlsdorf unterhält lose Beziehungen mit Partnergemeinden in Frömern (Westfalen) und in Berchum (Ruhrgebiet). Partnergemeinden im russischen Kaliningrader Gebiet sind Bolschaja Poljana, Bolschakowo und Turgenewo.